# Der Onkel vom Mars
Der Onkel vom Mars (Originaltitel: My Favorite Martian) ist eine US-amerikanische Science-Fiction-Filmkomödie aus dem Jahr 1999. Regie führte Donald Petrie, das Drehbuch schrieben Deanna Oliver und Sherri Stoner basierend auf der Fernsehserie Mein Onkel vom Mars aus den Jahren 1963 bis 1966. Der Film startete am 20. Mai 1999 in den deutschen Kinos.

## Handlung
Tim O’Hara arbeitet als Produzent der Fernsehnachrichten, die Technikerin Lizzie arbeitet mit ihm zusammen. Während einer der Sendungen wird die Reporterin Brace Channing, die Tochter seines Chefs, bloßgestellt, worauf O’Hara entlassen wird. O’Hara wird später Zeuge der Bruchlandung eines Raumschiffes vom Mars, welches von einem Außerirdischen besetzt ist. Das Schiff wird kleiner, O’Hara nimmt es an sich. Der Außerirdische folgt O’Hara und lernt ihn näher kennen; er wird von dem Produzenten dessen Umgebung als Onkel Martin vorgestellt.
Die von Elliot Coleye geleitete SETI entdeckt die DNA-Spuren des Außerirdischen und sucht ihn. O’Hara und Onkel Martin entkommen zuerst, O’Hara wird etwas später verhaftet. Es wird der Tod des Außerirdischen vorgetäuscht, worauf O’Hara freigelassen wird. Er verabschiedet den Alien, der zum Mars zurückkehrt.
Zum Filmende reist Onkel Martin erneut auf die Erde. Er wohnt bei O’Hara und Lizzie.

## Kritiken
Roger Ebert schrieb in der Chicago Sun-Times vom 12. Februar 1999, der Film biete Slapstick und könne für Teenager knapp über 10 Jahre unterhaltsam sein. Der Film habe einige gute Momente; es scheine, dass die Beteiligten Spaß gehabt hätten.
Die Zeitschrift Cinema schrieb, die Handlung und die „Gimmicks des Films“ seien „kindgerecht“. Die „Zutaten“ – darunter „abgemilderte“ Spezialeffekte und „vorsichtige Gewaltszenen“ – seien „zu einem funktionierenden Film“ zusammengerührt, der „auf Situationskomik statt auf Spannung“ setze.
Das Lexikon des internationalen Films meinte, der Film sei eine „[w]eitgehend unterhaltsame Komödie“, die aber den „liebenswerte[n] Charme der Vorlage“ nicht erreiche, obwohl „sich die Darsteller durchaus in Spiellaune“ zeigten.

## Hintergründe
Der Film wurde in verschiedenen Orten in Kalifornien gedreht. Seine Produktionskosten betrugen schätzungsweise 60 Millionen US-Dollar. Der Film spielte in den Kinos der USA ca. 36,8 Millionen US-Dollar ein. Ray Walston, der Schauspieler, der in der Fernsehserie den Onkel vom Mars darstellte, spielte in der Rolle des Marsianers Armitan mit, was ein Anagram von Martian (dt. Marsianer) ist. Zudem macht Armitan eine Anspielung auf die ursprüngliche Serie, als er erwähnt, dass sein Kaugummi sein Aroma schon vor 30 Jahren verlor, was in etwa dem Zeitfenster zwischen der Serie und des Films entspricht.